# فرانكا فاليري
فرانكا فاليري (1920 - 2020)، هي ممثلة وكاتبة سيناريو إيطالية.
من مواليد يوم 31 يوليو 1920 في ميلانو، توفيت في مدينة روما يوم 9 أغسطس 2020.